# Perevolotjna

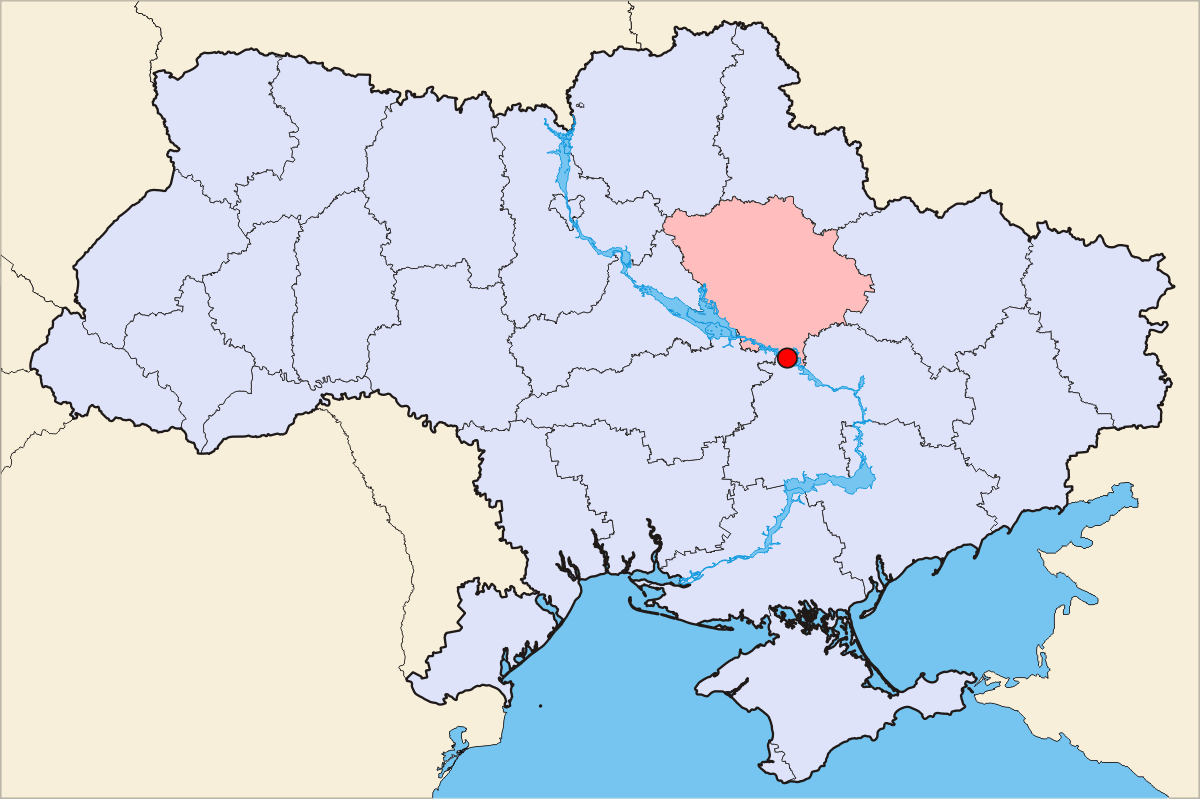
Perevolotjnas läge i Ukraina.

Perevolotjna (ukrainska och ryska: Переволочна) är en före detta fästning och ort i nuvarande Ukraina. 
Befästningen Perevolotjna grundades vid sekelskiftet 1300 och existerade som ort fram till mitten av 1960-talet, då platsen evakuerades i och med bygget av Kamjanskereservoaren (tidigare kallad Dniprodzerzjynskreservoaren). 
I Perevolotjna kapitulerade den svenska armén 1 juli 1709 (enligt svenska kalendern) efter nederlaget i slaget vid Poltava tre dagar tidigare. Sveriges kung Karl XII lyckades tillsammans med sin livvakt och några högre officerare ta sig över floden Dnepr och sätta sig i säkerhet i staden Bender i det dåvarande Osmanska riket, nuvarande Moldavien. 
Skalden Ippolit Bogdanovitj föddes i Perevolotjna 1744. 